# Lauri Riikonen

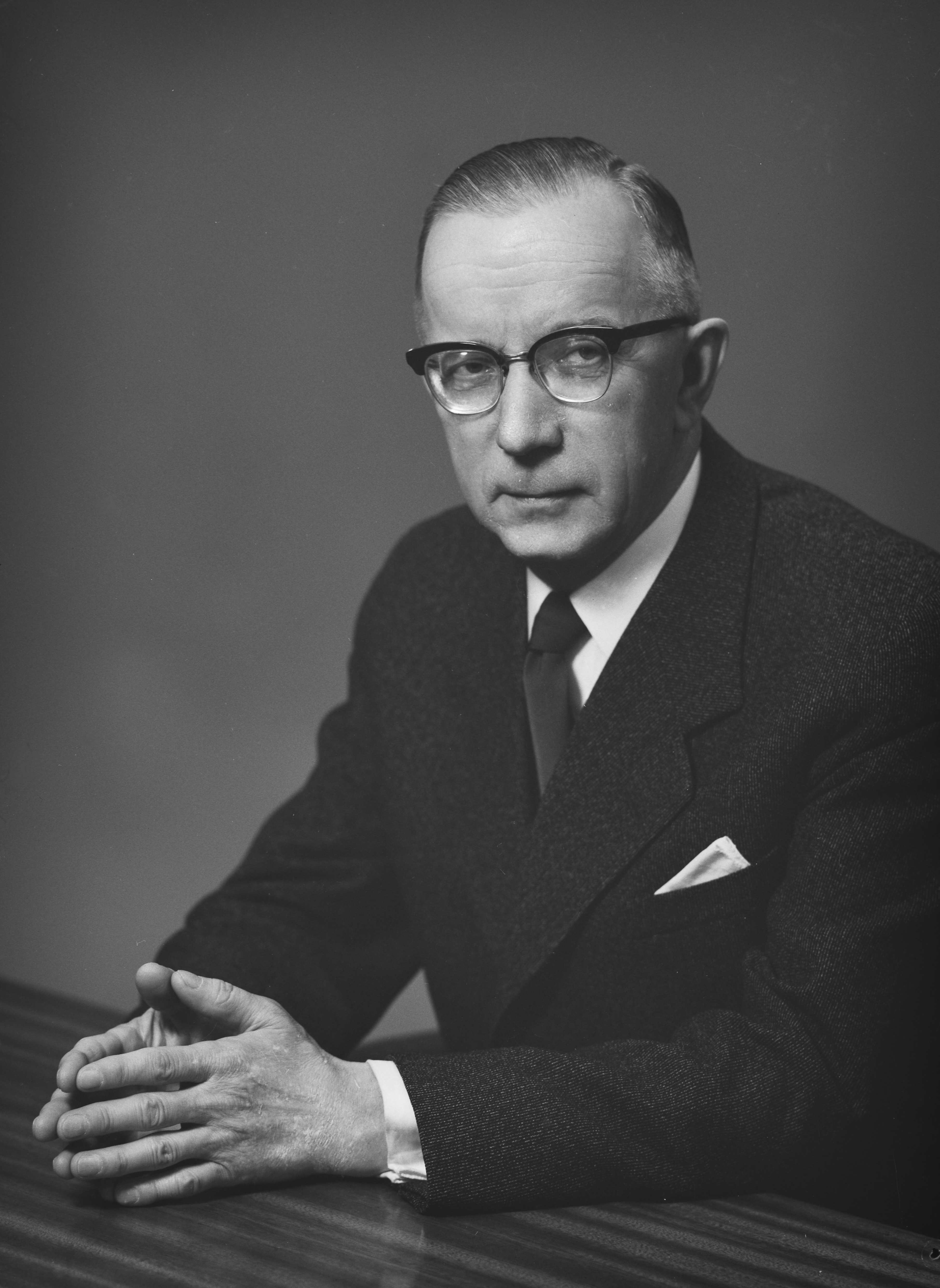
Lauri-Riikonen (1960)

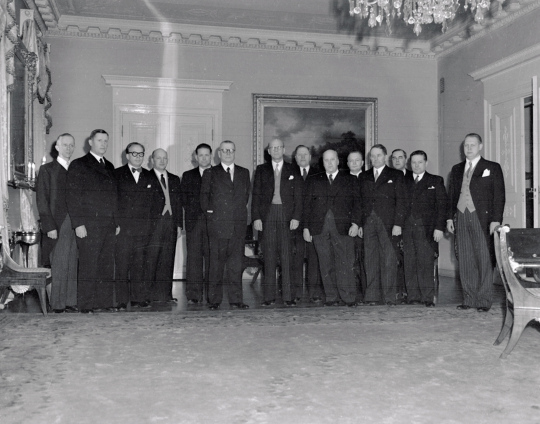
Kabinett Kekkonen I (1950)

Lauri Riikonen (* 31. Dezember 1900 in Pielisjärvi; † 24. Juni 1973 in Lieksa) war ein finnischer Politiker des Landbundes (Maalaisliitto), der zwischen 1945 und 1950 Mitglied des Parlaments (Eduskunta) war.
Der aus Nordkarelien stammende Rechtsanwalt war 1950 in dem Kabinett Kekkonen I sowohl Minister im Innenministerium als auch Minister im Ministerium für Verkehr und öffentliche Arbeiten. Im Anschluss war er zwischen 1950 und 1960 erst Gouverneur der Provinz Kuopio sowie anschließend von 1960 bis 1967 Gouverneur der Provinz Nordkarelien.

## Leben
Lauri Riikonen, Sohn von Antti Juho Riikonen und dessen Ehefrau Karolina Pehkonen, begann nach dem Schulbesuch 1920 ein Studium der Rechtswissenschaften, welches er 1927 beendete. Nachdem er von 1929 bis 1930 als Rechtsanwalt in Lieksa tätig gewesen war, fungierte er zwischen 1930 und 1932 als Hilfsrichter (Varatuomari) am Berufsgericht von Viipori und war anschließend zwischen 1932 und 1945 abermals Rechtsanwalt in Lieksa. Daneben war er zwischen 1933 und 1947 Direktor der Sparkasse Pielisjärvi sowie von 1936 bis 1945 Vorsitzender des Gemeindegerichts Lieksa. Bei der Parlamentswahl am 17. und 18. März 1945 wurde er für den Landbund (Maalaisliitto) erstmals zum Mitglied des Parlaments (Eduskunta) gewählt und vertrat in diesem nach seiner Wiederwahl bis zu seinem Mandatsverzicht am 11. Oktober 1950 den Wahlkreis Nordkarelien. Nach seinem Ausscheiden aus dem Parlament übernahm sein Ersatzvertreter Arvi Ikonen das Mandat.
Im Kabinett Kekkonen I übernahm Riikonen vom 17. März bis zum 30. September 1950 den Posten als Minister im Innenministerium (Ministeri sisäasiainministeriössä) und war zugleich noch kurzzeitig zwischen dem 24. und dem 31. März 1950 auch Minister im Ministerium für Verkehr und öffentliche Arbeiten (Ministeri kulkulaitosten ja yleisten töiden ministeriössä).
Nach seinem Ausscheiden aus Parlament und Regierung wurde Lauri Riikonen am 1. Oktober 1950 Nachfolger von P. V. Heikkinen als Gouverneur (Maaherra) der Provinz Kuopio und bekleidete dieses Amt bis zum 1. März 1960, woraufhin Erkki O. Mantere seine Nachfolge antrat. Im Anschluss wurde er am 1. März 1960 Gouverneur der durch eine Teilung Kuopios neu geschaffenen Provinz Nordkarelien und hatte diesen Posten bis zu seiner Ablösung durch Esa Timonen am 28. Juni 1967. Aus seiner 1934 geschlossenen Ehe mit Meri Aili Ravantti ging die Tochter Heli Riikonen (* 1943) hervor.